# Championnat de Russie de football 2022-2023
Navigation
Édition précédente Édition suivante
CSKA Moscou
Dynamo Moscou
Lokomotiv Moscou
Spartak Moscou
Torpedo Moscou
La saison 2022-2023 de Premier-Liga est la trente-et-unième édition de la première division russe. C'est la douzième édition à suivre un calendrier « automne-printemps » à cheval sur deux années civiles. Elle démarre le 17 juillet 2022 pour s'achever le 3 juin 2023, incluant une trêve hivernale entre la fin d'année 2022 et le début de 2023.
Les seize meilleurs clubs du pays sont regroupés au sein d'une poule unique où ils s'affrontent à deux reprises, à domicile et à l'extérieur, jouant chacun 30 rencontres pour un total de 240 matchs.
En fin de saison, le premier au classement est sacré champion de Russie. En raison des sanctions infligées à la Russie depuis l'invasion de l'Ukraine en 2022, les clubs russes ne sont pas autorisés à concourir dans les compétitions européennes 2023-2024.
Dans le bas de classement, les deux derniers sont directement relégués en deuxième division. Le treizième et le quatorzième disputent quant à eux un barrage de relégation face au troisième et au quatrième du deuxième échelon.
Le Zénith Saint-Pétersbourg remporte à cette occasion son neuvième titre de champion de Russie, le cinquième consécutif, assurant sa victoire avec quatre matchs restants et finissant avec un total de 70 points. Son dauphin est le CSKA Moscou avec 58 unités tandis que le podium est complété par le Spartak Moscou à 54 points. À l'autre bout du classement, le FK Khimki et le promu Torpedo Moscou terminent dans les deux dernières places et sont relégués directement. Les deux barragistes, le Fakel Voronej et le Pari Nijni Novgorod se maintiennent quant à eux au terme des barrages face aux équipes de la deuxième division.
Le meilleur buteur de la compétition est le Brésilien Malcom du Zénith Saint-Pétersbourg, auteur de 23 buts en 27 matchs. Il est suivi par Quincy Promes du Spartak Moscou et Fiodor Chalov du CSKA Moscou avec respectivement 20 et 19 réalisations chacun. Le meilleur passeur est conjointement Nikolaï Komlitchenko du FK Rostov et Eduard Spertsyan du FK Krasnodar avec douze passes décisives délivrées chacun. Maksim Glouchenkov complète le podium, cumulant onze passes décisives sous les couleurs du Krylia Sovetov Samara puis du Lokomotiv Moscou.

## Participants
Un total de seize équipes participent au championnat, treize d'entre elles étant déjà présentes la saison précédente. À celles-ci s'ajoutent trois promus de deuxième division : le Fakel Voronej, le FK Orenbourg et le Torpedo Moscou, qui remplacent l'Arsenal Toula, le FK Oufa et le Rubin Kazan, relégués au terme de l'exercice 2021-2022. Le Fakel retrouve ainsi l'élite pour la première fois depuis la saison 2001. Orenbourg et le Torpedo font quant à eux leur retour après deux et sept ans d'absence respectivement.
Parmi ces clubs, les trois équipes moscovites du CSKA, du Lokomotiv et du Spartak sont les seules à n'avoir jamais quitté le championnat depuis sa fondation en 1992. En dehors de celles-ci, le Zénith Saint-Pétersbourg évolue continuellement dans l'élite depuis la saison 1996 tandis que l'Akhmat Grozny (2008) et le FK Rostov (2009) sont présents depuis les années 2000.
Durant la pré-saison, le FK Nijni Novgorod change de nom pour devenir le Pari Nijni Novgorod dans le cadre d'un partenariat avec la société de paris Paribet.
Légende des couleurs
- Promu de deuxième division

| Club                     | Présent depuis | Classement 2021-2022 | Entraîneur               | Stade                       | Capacité théorique |
| ------------------------ | -------------- | -------------------- | ------------------------ | --------------------------- | ------------------ |
| Zénith Saint-Pétersbourg | 1996           | 1                    | Sergueï Semak            | Stade Krestovski            | 64 287             |
| FK Sotchi                | 2019           | 2                    | Dmitri Khokhlov          | Stade olympique Ficht       | 45 000             |
| Dynamo Moscou            | 2017           | 3                    | Pavel Alpatov (intérim)  | VTB Arena                   | 26 700             |
| FK Krasnodar             | 2011           | 4                    | Vladimir Ivić            | Stade de Krasnodar          | 34 291             |
| CSKA Moscou              | 1992           | 5                    | Vladimir Fedotov         | VEB Arena                   | 30 000             |
| Lokomotiv Moscou         | 1992           | 6                    | Mikhaïl Galaktionov (en) | Stade Lokomotiv             | 28 800             |
| Akhmat Grozny            | 2008           | 7                    | Sergueï Tachouïev        | Akhmad Arena                | 30 597             |
| Krylia Sovetov Samara    | 2021           | 8                    | Igor Osinkine (en)       | Samara Arena                | 44 918             |
| FK Rostov                | 2009           | 9                    | Valeri Karpine           | Rostov Arena                | 43 472             |
| Spartak Moscou           | 1992           | 10                   | Guillermo Abascal        | Otkrytie Arena              | 42 000             |
| Pari Nijni Novgorod      | 2021           | 11                   | Sergueï Iouran           | Stade de Nijni Novgorod     | 45 253             |
| Oural Iekaterinbourg     | 2014           | 12                   | Viktor Goncharenko       | Stade central               | 25 000             |
| FK Khimki                | 2020           | 13                   | Andreï Talalaïev         | Arena Khimki                | 18 636             |
| Torpedo Moscou           | 2022           | 1 (D2)               | Pep Clotet               | Arena Khimki Stade Loujniki | 18 636 81 000      |
| Fakel Voronej            | 2022           | 2 (D2)               | Vadim Ievseïev           | Stade central (en)          | 32 750             |
| FK Orenbourg             | 2022           | 3 (D2)               | Marcel Lička (en)        | Stade Gazovik (en)          | 10 046             |

1. 1 2 3  N'est ici comptée que la période depuis la fondation du championnat russe en 1992, indépendamment de l'éventuelle présence dans l'ancien championnat soviétique dont il est le successeur.

### Changements d'entraîneur
| Club                 | Entraîneur partant          | Date de départ    | Position   | Entraîneur arrivant         | Date d'arrivée    |
| -------------------- | --------------------------- | ----------------- | ---------- | --------------------------- | ----------------- |
| Dynamo Moscou        | Sandro Schwarz              | 29 mai 2022       | Pré-saison | Slaviša Jokanović           | 17 juin 2022      |
| Spartak Moscou       | Paolo Vanoli                | 9 juin 2022       | Pré-saison | Guillermo Abascal           | 10 juin 2022      |
| CSKA Moscou          | Alexeï Bérézoutski          | 15 juin 2022      | Pré-saison | Vladimir Fedotov            | 15 juin 2022      |
| FK Sotchi            | Vladimir Fedotov            | 15 juin 2022      | Pré-saison | Vadim Garanine (ru)         | 20 juin 2022      |
| Pari Nijni Novgorod  | Aleksandr Kerjakov          | 15 juin 2022      | Pré-saison | Mikhaïl Galaktionov (en)    | 16 juin 2022      |
| Lokomotiv Moscou     | Zaur Khapov (en)            | 30 juin 2022      | Pré-saison | Josef Zinnbauer             | 30 juin 2022      |
| Oural Iekaterinbourg | Igor Chalimov               | 8 août 2022       | 16e        | Viktor Goncharenko          | 15 août 2022      |
| FK Khimki            | Sergueï Iouran              | 10 août 2022      | 7e         | Nikolaï Pissarev            | 10 août 2022      |
| Torpedo Moscou       | Aleksandr Borodiouk         | 18 août 2022      | 15e        | Nikolaï Savitchev (en)      | 19 août 2022      |
| FK Khimki            | Nikolaï Pissarev            | 2 septembre 2022  | 11e        | Spartak Gogniev             | 2 septembre 2022  |
| Fakel Voronej        | Oleg Vassilenko             | 6 septembre 2022  | 14e        | Dmitri Piatibratov          | 6 septembre 2022  |
| Akhmat Grozny        | Andreï Talalaïev            | 11 septembre 2022 | 9e         | Sergueï Tachouïev           | 22 septembre 2022 |
| Lokomotiv Moscou     | Josef Zinnbauer             | 13 octobre 2022   | 14e        | Andrei Fyodorov (intérim)   | 13 octobre 2022   |
| Torpedo Moscou       | Nikolaï Savitchev (en)      | 12 octobre 2022   | 14e        | Andreï Talalaïev            | 13 octobre 2022   |
| Lokomotiv Moscou     | Andrei Fyodorov (intérim)   | 13 novembre 2022  | 16e        | Mikhaïl Galaktionov (en)    | 13 novembre 2022  |
| Pari Nijni Novgorod  | Mikhaïl Galaktionov (en)    | 13 novembre 2022  | 12e        | Anton Khazov (en) (intérim) | 13 novembre 2022  |
| FK Sotchi            | Mikhaïl Galaktionov (en)    | 23 novembre 2022  | 9e         | Kurban Berdyev              | 26 novembre 2022  |
| Pari Nijni Novgorod  | Anton Khazov (en) (intérim) | 31 décembre 2022  | 12e        | Artiom Gorlov               | 1er janvier 2023  |
| FK Krasnodar         | Aleksandr Storojouk         | 3 janvier 2023    | 8e         | Vladimir Ivić               | 4 janvier 2023    |
| Torpedo Moscou       | Andreï Talalaïev            | 22 mars 2023      | 16e        | Pep Clotet                  | 28 mars 2023      |
| FK Khimki            | Spartak Gogniev             | 3 avril 2023      | 15e        | Andreï Talalaïev            | 11 avril 2023     |
| Pari Nijni Novgorod  | Artiom Gorlov               | 4 avril 2023      | 13e        | Sergueï Iouran              | 4 avril 2023      |
| FK Sotchi            | Kurban Berdyev              | 10 avril 2023     | 9e         | Dmitri Khokhlov             | 10 avril 2023     |
| Fakel Voronej        | Dmitri Piatibratov          | 30 avril 2023     | 14e        | Vadim Ievseïev              | 1er mai 2023      |
| Dynamo Moscou        | Slaviša Jokanović           | 14 mai 2023       | 7e         | Pavel Alpatov (intérim)     | 15 mai 2023       |

## Compétition

### Format
Le championnat se compose de seize équipes professionnelles qui s'affrontent chacune deux fois, à domicile et à l'extérieur, pour un total de trente matchs disputés pour chaque équipe.
À l'issue de la saison, le premier au classement remporte la compétition et est désigné champion de Russie. Il obtient dans la foulée une place pour la phase de groupes de la Ligue des champions 2023-2024, tandis que le deuxième se qualifie pour le deuxième tour de qualification de cette même compétition. Le troisième au classement est quant à lui éligible pour une place dans le troisième tour de qualification de la Ligue Europa Conférence 2023-2024 tandis que le cinquième se qualifie pour le deuxième tour de qualification. Le vainqueur de la Coupe de Russie 2022-2023 se voit quant à lui attribuer une place pour les barrages de la Ligue Europa 2023-2024. Si ce dernier est déjà qualifié pour une coupe d'Europe par le biais de son classement, l'ordre des qualifications est décalé d'un rang, de sorte que la cinquième position devienne elle aussi qualificative.
De l'autre côté du classement, les deux derniers à l'issue de la saison sont directement relégués en deuxième division. Le treizième et le quatorzième sont quant à eux qualifiés pour les barrages de relégation où ils affrontent le troisième et le quatrième de la division inférieure dans le cadre de confrontations en deux manches afin de déterminer les deux derniers participants à la saison 2023-2024.
Dans le contexte de l'invasion de l'Ukraine par la Russie, la FIFA et l'UEFA annoncent le 28 février 2022 la suspension de la sélection nationale ainsi que des clubs russes de l'ensemble des compétitions internationales. Cette décision annule donc les qualifications pour les différentes compétitions européennes pour la saison 2022-2023. L'extension ou non de ces mesures à l'exercice 2023-2024 n'a pas encore été déterminée.

### Critères de départage
Les équipes sont classées selon leur nombre de points. Ceux-ci sont attribués selon un barème de trois points pour une victoire, un seul pour un match nul et aucun pour une défaite. Pour départager les équipes à égalité de points, les critères suivants sont appliqués :
1. Résultats lors des confrontations directes (dans l'ordre : nombre de points, matchs gagnés, différence de buts, buts marqués) ;
2. Nombre de matchs gagnés ;
3. Différence de buts générale ;
4. Nombre de buts marqués ;

En cas d'égalité absolue entre deux équipes, même après application des critères précédents, les deux équipes sont départagées par un match d'appui.

### Classement et résultats

#### Classement
| Rang | Équipe                       | Pts | J  | G  | N  | P  | Bp | Bc | Diff |
| ---- | ---------------------------- | --- | -- | -- | -- | -- | -- | -- | ---- |
| 1    | Zénith Saint-Pétersbourg T S | 70  | 30 | 21 | 7  | 2  | 74 | 20 | +54  |
| 2    | CSKA Moscou C                | 58  | 30 | 17 | 7  | 6  | 56 | 27 | +29  |
| 3    | Spartak Moscou               | 54  | 30 | 15 | 9  | 6  | 60 | 38 | +22  |
| 4    | FK Rostov                    | 53  | 30 | 15 | 8  | 7  | 48 | 44 | +4   |
| 5    | Akhmat Grozny                | 50  | 30 | 15 | 5  | 10 | 51 | 39 | +12  |
| 6    | FK Krasnodar                 | 48  | 30 | 13 | 9  | 8  | 62 | 46 | +16  |
| 7    | FK Orenbourg P               | 46  | 30 | 14 | 4  | 12 | 58 | 55 | +3   |
| 8    | Lokomotiv Moscou             | 45  | 30 | 13 | 6  | 11 | 54 | 46 | +8   |
| 9    | Dynamo Moscou                | 45  | 30 | 13 | 6  | 11 | 49 | 45 | +4   |
| 10   | FK Sotchi                    | 38  | 30 | 11 | 5  | 14 | 37 | 54 | -17  |
| 11   | Oural Iekaterinbourg         | 36  | 30 | 10 | 6  | 14 | 33 | 45 | -12  |
| 12   | Krylia Sovetov Samara        | 32  | 30 | 8  | 8  | 14 | 32 | 45 | -13  |
| 13   | Pari Nijni Novgorod          | 30  | 30 | 8  | 6  | 16 | 33 | 50 | -17  |
| 14   | Fakel Voronej P              | 30  | 30 | 6  | 12 | 12 | 36 | 48 | -12  |
| 15   | FK Khimki                    | 18  | 30 | 4  | 6  | 20 | 25 | 67 | -42  |
| 16   | Torpedo Moscou P             | 13  | 30 | 3  | 4  | 23 | 22 | 61 | -39  |

Champion de Russie
- 1er : Champion

Relégation en deuxième division
- 13e et 14e : barrages de relégation
- 15e et 16e : relégation

Abréviations
- T : Tenant du titre
- C : Vainqueur de la Coupe de Russie 2022-2023
- S : Vainqueur de la Supercoupe de Russie 2022
- P : Promu de deuxième division

#### Résultats
| Résultats (▼dom., ►ext.)                                   | AKH | CSK | DYN | FAK | KHI | KRA | KRY | LOK | NIJ | ORE | OUR | ROS | SOT | SPA | TOR | ZEN |
| Akhmat Grozny                                              |     | 1-3 | 2-1 | 2-1 | 3-0 | 2-2 | 1-2 | 0-1 | 1-3 | 3-1 | 2-0 | 1-2 | 1-0 | 1-1 | 1-0 | 0-0 |
| CSKA Moscou                                                | 4-2 |     | 1-1 | 4-1 | 3-0 | 4-1 | 4-0 | 1-1 | 0-1 | 2-1 | 2-0 | 4-1 | 3-0 | 2-2 | 3-0 | 1-0 |
| Dynamo Moscou                                              | 0-3 | 2-1 |     | 0-2 | 6-1 | 0-0 | 1-0 | 2-4 | 3-1 | 3-2 | 2-1 | 1-1 | 0-2 | 1-0 | 4-0 | 0-2 |
| Fakel Voronej                                              | 1-1 | 0-2 | 3-3 |     | 1-1 | 3-3 | 2-1 | 2-0 | 1-0 | 1-3 | 0-0 | 1-1 | 3-0 | 1-4 | 2-2 | 1-1 |
| FK Khimki                                                  | 1-3 | 1-2 | 0-1 | 0-0 |     | 0-6 | 0-0 | 0-3 | 3-0 | 2-0 | 0-3 | 0-1 | 0-2 | 1-1 | 4-2 | 1-1 |
| FK Krasnodar                                               | 2-3 | 0-0 | 3-1 | 2-2 | 3-1 |     | 2-1 | 3-0 | 3-1 | 2-0 | 1-1 | 3-0 | 2-1 | 1-4 | 2-2 | 0-1 |
| Krylia Sovetov Samara                                      | 0-1 | 0-1 | 0-2 | 1-1 | 0-0 | 0-0 |     | 1-1 | 2-1 | 1-1 | 3-0 | 1-3 | 2-0 | 1-0 | 1-1 | 1-5 |
| Lokomotiv Moscou                                           | 1-2 | 1-3 | 0-1 | 1-0 | 5-1 | 3-2 | 1-1 |     | 1-1 | 5-1 | 2-4 | 2-2 | 3-0 | 1-2 | 3-1 | 1-2 |
| Pari Nijni Novgorod                                        | 3-2 | 2-2 | 2-2 | 3-1 | 2-0 | 0-2 | 2-1 | 0-4 |     | 0-2 | 0-0 | 3-4 | 4-0 | 1-2 | 0-3 | 0-3 |
| FK Orenbourg                                               | 2-1 | 2-2 | 3-0 | 4-1 | 3-1 | 5-1 | 2-4 | 1-4 | 1-0 |     | 3-0 | 2-2 | 4-1 | 2-0 | 1-0 | 2-2 |
| Oural Iekaterinbourg                                       | 1-2 | 1-2 | 0-1 | 2-0 | 2-1 | 1-3 | 2-1 | 2-2 | 0-1 | 2-1 |     | 1-3 | 1-0 | 0-2 | 2-0 | 0-4 |
| FK Rostov                                                  | 3-2 | 0-0 | 2-1 | 0-2 | 1-0 | 3-2 | 2-1 | 1-3 | 2-1 | 2-1 | 1-2 |     | 2-2 | 4-2 | 2-1 | 0-0 |
| FK Sotchi                                                  | 2-1 | 2-0 | 2-1 | 1-1 | 4-1 | 0-2 | 1-2 | 4-0 | 2-1 | 0-4 | 2-2 | 1-0 |     | 1-1 | 3-1 | 1-1 |
| Spartak Moscou                                             | 0-0 | 2-1 | 3-3 | 3-2 | 5-0 | 4-3 | 5-2 | 1-0 | 0-0 | 4-1 | 2-2 | 1-1 | 3-0 |     | 1-0 | 1-2 |
| Torpedo Moscou                                             | 1-5 | 1-0 | 0-3 | 2-0 | 1-3 | 1-4 | 0-2 | 0-1 | 0-0 | 1-3 | 0-1 | 0-1 | 1-3 | 1-2 |     | 0-2 |
| Zénith Saint-Pétersbourg                                   | 1-2 | 2-1 | 3-1 | 1-0 | 3-2 | 2-2 | 3-0 | 5-0 | 3-0 | 8-0 | 2-0 | 3-1 | 7-0 | 3-2 | 2-0 |     |
| - Victoire à domicile - Match nul - Victoire à l'extérieur |     |     |     |     |     |     |     |     |     |     |     |     |     |     |     |     |

### Barrages de relégation
Le treizième et le quatorzième du championnat affrontent les deux barragistes de la deuxième division à la fin de la saison dans le cadre d'un barrage aller-retour. Ces rencontres sont disputées les 7 et 10 juin 2023. Elles opposent à cette occasion le Pari Nijni Novgorod au Rodina Moscou et le Fakel Voronej au Ienisseï Krasnoïarsk.
Au terme des barrages, les deux équipes de la première division s'imposent et se maintiennent dans l'élite pour la saison 2023-2024.
Légende des couleurs
- Maintien en première division.
- Promotion en première division.
- Maintien en deuxième division.
- Relégation en deuxième division.

| Équipe                    | Aller | Total | Retour | Équipe                   |
| ------------------------- | ----- | ----- | ------ | ------------------------ |
| Rodina Moscou (D2)        | 0 - 3 | 2 - 3 | 2 - 0  | (D1) Pari Nijni Novgorod |
| Ienisseï Krasnoïarsk (D2) | 0 - 1 | 0 - 3 | 0 - 2  | (D1) Fakel Voronej       |

| Entraîneur :    |
| Dmytro Parfenov |

| Entraîneur :   |
| Sergueï Iouran |

| Entraîneur :    |
| Dmytro Parfenov |

| Entraîneur :   |
| Sergueï Iouran |

| Entraîneur :   |
| Sergueï Iouran |

| Entraîneur :    |
| Dmytro Parfenov |

| Entraîneur :   |
| Sergueï Iouran |

| Entraîneur :    |
| Dmytro Parfenov |

| Entraîneur :    |
| Alekseï Ivakhov |

| Entraîneur :   |
| Vadim Ievseïev |

| Entraîneur :    |
| Alekseï Ivakhov |

| Entraîneur :   |
| Vadim Ievseïev |

| Entraîneur :   |
| Vadim Ievseïev |

| Entraîneur :    |
| Alekseï Ivakhov |

| Entraîneur :   |
| Vadim Ievseïev |

| Entraîneur :    |
| Alekseï Ivakhov |

## Statistiques

### Leader par journée
La frise suivante montre l'évolution des équipes ayant successivement occupé la première place :
|     | ——   | ——  | ——      | ——      | ——                       | ——                       | ——                       | ——                       | ——                       | ——                       | ——                       | ——                       | ——                       | ——                       | ——                       | ——                       | ——                       | ——                       | ——                       | ——                       | ——                       | ——                       | ——                       | ——                       | ——                       | ——                       | ——                       | ——                       | ——                       | —— |  |
| KRY | CSKA | ZEN | Spartak | Spartak | Zénith Saint-Pétersbourg | Zénith Saint-Pétersbourg | Zénith Saint-Pétersbourg | Zénith Saint-Pétersbourg | Zénith Saint-Pétersbourg | Zénith Saint-Pétersbourg | Zénith Saint-Pétersbourg | Zénith Saint-Pétersbourg | Zénith Saint-Pétersbourg | Zénith Saint-Pétersbourg | Zénith Saint-Pétersbourg | Zénith Saint-Pétersbourg | Zénith Saint-Pétersbourg | Zénith Saint-Pétersbourg | Zénith Saint-Pétersbourg | Zénith Saint-Pétersbourg | Zénith Saint-Pétersbourg | Zénith Saint-Pétersbourg | Zénith Saint-Pétersbourg | Zénith Saint-Pétersbourg | Zénith Saint-Pétersbourg | Zénith Saint-Pétersbourg | Zénith Saint-Pétersbourg | Zénith Saint-Pétersbourg | Zénith Saint-Pétersbourg |    |  |
|     |      |     |         |         |                          |                          |                          |                          |                          |                          |                          |                          |                          |                          |                          |                          |                          |                          |                          |                          |                          |                          |                          |                          |                          |                          |                          |                          |                          |    |  |
|     |      |     |         |         |                          |                          |                          |                          |                          |                          |                          |                          |                          |                          |                          |                          |                          |                          |                          |                          |                          |                          |                          |                          |                          |                          |                          |                          |                          |    |  |
| 1   | 2    | 3   | 4       | 5       | 6                        | 7                        | 8                        | 9                        | 10                       | 11                       | 12                       | 13                       | 14                       | 15                       | 16                       | 17                       | 18                       | 19                       | 20                       | 21                       | 22                       | 23                       | 24                       | 25                       | 26                       | 27                       | 28                       | 29                       | 30                       |    |  |

### Domicile et extérieur
| Rang | Équipe                   | Pts | J  | G  | N | P  | Bp | Bc | Diff |
| ---- | ------------------------ | --- | -- | -- | - | -- | -- | -- | ---- |
| 1    | Zénith Saint-Pétersbourg | 40  | 15 | 13 | 1 | 1  | 48 | 11 | +37  |
| 2    | CSKA Moscou              | 36  | 15 | 11 | 3 | 1  | 38 | 11 | +27  |
| 3    | FK Orenbourg             | 33  | 15 | 10 | 3 | 2  | 37 | 19 | +18  |
| 4    | Spartak Moscou           | 32  | 15 | 9  | 5 | 1  | 35 | 17 | +18  |
| 5    | FK Rostov                | 30  | 15 | 9  | 3 | 3  | 25 | 20 | +5   |
| 6    | FK Krasnodar             | 28  | 15 | 8  | 4 | 3  | 29 | 18 | +11  |
| 7    | FK Sotchi                | 28  | 15 | 8  | 4 | 3  | 26 | 18 | +8   |
| 8    | Dynamo Moscou            | 26  | 15 | 8  | 2 | 5  | 25 | 20 | +5   |
| 9    | Akhmat Grozny            | 24  | 15 | 7  | 3 | 5  | 21 | 17 | +4   |
| 10   | Lokomotiv Moscou         | 21  | 15 | 6  | 3 | 6  | 30 | 23 | +7   |
| 11   | Fakel Voronej            | 20  | 15 | 4  | 8 | 3  | 22 | 22 | 0    |
| 12   | Oural Iekaterinbourg     | 19  | 15 | 6  | 1 | 8  | 17 | 23 | -6   |
| 13   | Pari Nijni Novgorod      | 18  | 15 | 4  | 3 | 7  | 22 | 28 | -6   |
| 14   | Krylia Sovetov Samara    | 18  | 15 | 4  | 6 | 5  | 14 | 17 | -3   |
| 15   | FK Khimki                | 13  | 15 | 3  | 4 | 8  | 13 | 25 | -12  |
| 16   | Torpedo Moscou           | 7   | 15 | 2  | 1 | 12 | 9  | 30 | -21  |

| Rang | Équipe                   | Pts | J  | G | N | P  | Bp | Bc | Diff |
| ---- | ------------------------ | --- | -- | - | - | -- | -- | -- | ---- |
| 1    | Zénith Saint-Pétersbourg | 30  | 15 | 8 | 6 | 1  | 26 | 9  | +17  |
| 2    | Akhmat Grozny            | 26  | 15 | 8 | 2 | 5  | 30 | 22 | +8   |
| 3    | Lokomotiv Moscou         | 24  | 15 | 7 | 3 | 5  | 24 | 23 | +1   |
| 4    | FK Rostov                | 23  | 15 | 6 | 5 | 4  | 23 | 24 | -1   |
| 5    | Spartak Moscou           | 22  | 15 | 6 | 4 | 5  | 25 | 21 | +4   |
| 6    | CSKA Moscou              | 22  | 15 | 6 | 4 | 5  | 18 | 16 | +2   |
| 7    | FK Krasnodar             | 20  | 15 | 5 | 5 | 5  | 33 | 28 | +5   |
| 8    | Dynamo Moscou            | 19  | 15 | 5 | 4 | 6  | 24 | 25 | -1   |
| 9    | Oural Iekaterinbourg     | 17  | 15 | 4 | 5 | 6  | 16 | 22 | -6   |
| 10   | Krylia Sovetov Samara    | 14  | 15 | 4 | 2 | 9  | 18 | 28 | -10  |
| 11   | FK Orenbourg             | 13  | 15 | 4 | 1 | 10 | 21 | 36 | -15  |
| 12   | Pari Nijni Novgorod      | 12  | 15 | 3 | 3 | 9  | 11 | 22 | -11  |
| 13   | FK Sotchi                | 10  | 15 | 3 | 1 | 11 | 11 | 36 | -25  |
| 14   | Fakel Voronej            | 10  | 15 | 2 | 4 | 9  | 14 | 26 | -12  |
| 15   | Torpedo Moscou           | 6   | 15 | 1 | 3 | 11 | 13 | 31 | -18  |
| 16   | FK Khimki                | 5   | 15 | 1 | 2 | 12 | 12 | 42 | -30  |

### Évolution du classement
Le tableau suivant récapitule le classement au terme de chacune des journées définies par le calendrier officiel, les matchs joués en retard sont pris en compte la journée suivante. Les équipes ayant un ou plusieurs matchs en retard sont indiqués en gras et italique.
| Journée →      | 1  | 2  | 3  | 4  | 5  | 6  | 7  | 8  | 9  | 10 | 11 | 12 | 13 | 14 | 15 | 16 | 17 | 18 | 19 | 20 | 21 | 22 | 23 | 24 | 25 | 26 | 27 | 28 | 29 | 30 | 1er | Barr. | Rel. |
| Équipe         |    |    |    |    |    |    |    |    |    |    |    |    |    |    |    |    |    |    |    |    |    |    |    |    |    |    |    |    |    |    |     |       |      |
| -------------- | -- | -- | -- | -- | -- | -- | -- | -- | -- | -- | -- | -- | -- | -- | -- | -- | -- | -- | -- | -- | -- | -- | -- | -- | -- | -- | -- | -- | -- | -- | --- | ----- | ---- |
| Akhmat         | 12 | 5  | 8  | 9  | 8  | 8  | 10 | 8  | 9  | 8  | 7  | 8  | 7  | 6  | 7  | 5  | 6  | 6  | 6  | 6  | 6  | 5  | 7  | 5  | 5  | 5  | 5  | 5  | 5  | 5  |     |       |      |
| CSKA           | 3  | 1  | 3  | 2  | 4  | 3  | 3  | 2  | 2  | 3  | 2  | 4  | 3  | 3  | 3  | 4  | 5  | 5  | 5  | 5  | 4  | 4  | 4  | 4  | 4  | 2  | 2  | 2  | 2  | 2  | 1   |       |      |
| Dynamo         | 10 | 6  | 5  | 5  | 6  | 4  | 7  | 4  | 6  | 7  | 8  | 9  | 8  | 7  | 5  | 6  | 4  | 4  | 4  | 4  | 5  | 6  | 5  | 6  | 7  | 7  | 7  | 7  | 7  | 9  |     |       |      |
| Fakel          | 5  | 12 | 12 | 12 | 12 | 14 | 14 | 14 | 14 | 14 | 12 | 13 | 14 | 13 | 13 | 13 | 13 | 14 | 14 | 14 | 14 | 14 | 14 | 14 | 14 | 13 | 12 | 13 | 12 | 14 |     | 22    |      |
| Khimki         | 11 | 4  | 7  | 7  | 9  | 9  | 11 | 13 | 13 | 13 | 14 | 15 | 15 | 15 | 15 | 15 | 15 | 15 | 15 | 15 | 15 | 15 | 15 | 15 | 15 | 15 | 15 | 15 | 15 | 15 |     | 4     | 19   |
| Krasnodar      | 4  | 13 | 9  | 8  | 7  | 6  | 4  | 3  | 4  | 4  | 5  | 5  | 5  | 5  | 6  | 7  | 8  | 8  | 7  | 8  | 8  | 7  | 6  | 7  | 6  | 6  | 6  | 6  | 6  | 6  |     | 1     |      |
| Krylia Sovetov | 1  | 7  | 10 | 10 | 11 | 10 | 9  | 10 | 10 | 11 | 11 | 11 | 10 | 11 | 11 | 10 | 11 | 11 | 11 | 12 | 12 | 12 | 12 | 12 | 12 | 12 | 13 | 12 | 13 | 12 | 1   | 2     |      |
| Lokomotiv      | 9  | 10 | 14 | 14 | 13 | 11 | 8  | 9  | 11 | 12 | 13 | 14 | 13 | 14 | 14 | 14 | 14 | 13 | 12 | 11 | 11 | 11 | 10 | 10 | 10 | 9  | 10 | 9  | 9  | 8  |     | 10    |      |
| Pari NN        | 13 | 14 | 13 | 13 | 14 | 13 | 13 | 11 | 8  | 10 | 10 | 10 | 11 | 12 | 12 | 12 | 12 | 12 | 13 | 13 | 13 | 13 | 13 | 13 | 13 | 14 | 14 | 14 | 14 | 13 |     | 19    |      |
| Orenbourg      | 14 | 9  | 11 | 11 | 10 | 12 | 12 | 12 | 12 | 9  | 9  | 7  | 9  | 9  | 8  | 8  | 7  | 9  | 8  | 7  | 7  | 8  | 8  | 8  | 8  | 8  | 8  | 8  | 8  | 7  |     | 1     |      |
| Oural          | 16 | 15 | 16 | 16 | 16 | 15 | 16 | 16 | 15 | 15 | 15 | 12 | 12 | 10 | 10 | 11 | 10 | 10 | 10 | 10 | 10 | 10 | 11 | 11 | 11 | 11 | 11 | 11 | 11 | 11 |     |       | 11   |
| Rostov         | 6  | 11 | 6  | 6  | 3  | 5  | 5  | 5  | 3  | 2  | 3  | 2  | 4  | 4  | 4  | 3  | 3  | 3  | 3  | 2  | 2  | 2  | 2  | 2  | 2  | 3  | 3  | 4  | 4  | 4  |     |       |      |
| Sotchi         | 2  | 8  | 4  | 3  | 5  | 7  | 6  | 7  | 7  | 6  | 6  | 6  | 6  | 8  | 9  | 9  | 9  | 7  | 9  | 9  | 9  | 9  | 9  | 9  | 9  | 10 | 9  | 10 | 10 | 10 |     |       |      |
| Spartak        | 8  | 2  | 2  | 1  | 1  | 2  | 2  | 6  | 5  | 5  | 4  | 3  | 2  | 2  | 2  | 2  | 2  | 2  | 2  | 3  | 3  | 3  | 3  | 3  | 3  | 4  | 4  | 3  | 3  | 3  | 2   |       |      |
| Torpedo        | 15 | 16 | 15 | 15 | 15 | 16 | 15 | 15 | 16 | 16 | 16 | 16 | 16 | 16 | 16 | 16 | 16 | 16 | 16 | 16 | 16 | 16 | 16 | 16 | 16 | 16 | 16 | 16 | 16 | 16 |     |       | 30   |
| Zénith         | 7  | 3  | 1  | 4  | 2  | 1  | 1  | 1  | 1  | 1  | 1  | 1  | 1  | 1  | 1  | 1  | 1  | 1  | 1  | 1  | 1  | 1  | 1  | 1  | 1  | 1  | 1  | 1  | 1  | 1  | 26  |       |      |

## Distinctions individuelles
| Meilleurs buteurs Cette section est vide, insuffisamment détaillée ou incomplète. Votre aide est la bienvenue ! Comment faire ? | Meilleurs passeurs Cette section est vide, insuffisamment détaillée ou incomplète. Votre aide est la bienvenue ! Comment faire ? |

### Récompenses mensuelles
| Mois      | Joueur du mois         | Joueur du mois   | Entraîneur du mois       | Entraîneur du mois       | But du mois             | But du mois      | But du mois |
| Mois      | Joueur                 | Club             | Entraîneur               | Club                     | Joueur                  | Club             |             |
| --------- | ---------------------- | ---------------- | ------------------------ | ------------------------ | ----------------------- | ---------------- | ----------- |
| Juillet   | Daniil Utkin           | FK Rostov        | Vladimir Fedotov         | CSKA Moscou              | Konstantin Maradishvili | Lokomotiv Moscou |             |
| Août      | Quincy Promes          | Spartak Moscou   | Sergueï Semak            | Zénith Saint-Pétersbourg | Artur Ioussoupov        | FK Sotchi        |             |
| Septembre | Aleksandr Sobolev      | Spartak Moscou   | Valeri Karpine           | FK Rostov                | Denis Makarov           | Dynamo Moscou    |             |
| Octobre   | Vladimir Pisarski (en) | FK Orenbourg     | Viktor Goncharenko       | Oural Iekaterinbourg     | Anton Zinkovski         | Spartak Moscou   |             |
| Novembre  | Danil Glebov           | FK Rostov        | Valeri Karpine           | FK Rostov                | Danil Glebov            | FK Rostov        |             |
| Mars      | Artyom Dziouba         | Lokomotiv Moscou | Mikhaïl Galaktionov (en) | Lokomotiv Moscou         | Rouslan Litvinov (en)   | Spartak Moscou   |             |
| Avril     | Ivan Obliakov          | CSKA Moscou      | Vladimir Fedotov         | CSKA Moscou              | Artyom Dziouba          | Lokomotiv Moscou |             |
| Mai       |                        |                  |                          |                          |                         |                  |             |

### Liste des 33 meilleurs joueurs
À l'issue de la saison, la fédération russe de football désigne les 33 meilleurs joueurs du championnat (ru).